# Zool (schoeisel)
De zool van een schoen of ander schoeisel als een laars is het gedeelte dat zich aan de onderzijde ervan bevindt en dat in direct contact staat met de grond waarover de drager loopt. Goede zolen zijn stevig en toch flexibel.
Zolen worden meestal vervaardigd uit leer of rubber dat op verschillende wijzen met de rest van de schoen kan worden verbonden: lijmen en naaien zijn van oudsher, naast spijkeren, de bekendste methoden om leren zolen aan de schoen te bevestigen. Uitsluitend lijmen is van deze methoden ook geschikt om zolen van rubber te bevestigen, omdat het materiaal snel inscheurt. Rubberen zolen worden, vooral bij waterdicht schoeisel zoals laarzen, vaak gevulkaniseerd. Kunststof zolen zijn voorzien van een profiel om optimale grip op de ondergrond te hebben en uitglijden te voorkomen. Sommige schoenen hebben daarnaast ook luchtkussens die schokabsorberend werken. Soms zijn de luchtkussens van transparante kunststof en voorzien van leds, die bij elke ferme stap oplichten.
Bij veiligheidsschoenen wordt vaak ter bescherming tegen scherpe voorwerpen een stalen plaat in de zool bevestigd.
De zool van een schoen is het gedeelte dat het snelste slijt. De schoenmaker kan de afgesleten delen vervangen of zelfs een geheel nieuwe zool aanbrengen. Zo kunnen schoenen vaak nog maanden tot jaren langer mee.
Rubber en kunststof zolen zijn isolators en kunnen ervoor zorgen dat de drager elektrostatisch wordt opgeladen. Bij de aanraking van een geaard punt kan dit tot een flinke schok leiden.

## Trivia
- Een halvezool is iemand die zich voor zijn omgeving onbegrijpelijk gedraagt. De uitdrukking is ontstaan als steenkolenengels van Rotterdamse havenarbeiders in het begin van de 20e eeuw.